# Rodolfo Rombaldoni
Rodolfo Andrea Rombaldoni (ur. 15 grudnia 1976 w Sant’Elpidio a Mare) – włoski koszykarz, występujący na pozycjach rozgrywającego lub rzucającego obrońcy, reprezentant kraju, wicemistrz olimpijski.

## Osiągnięcia
Na podstawie, o ile nie zaznaczono inaczej.

### Drużynowe
- Mistrz Włoch (2005, 2007)
- Wicemistrz Włoch (2006)
- Zdobywca:
  - Superpucharu Włoch (2005)
  - pucharu III ligi włoskiej (2016)
- Uczestnik międzynarodowych rozgrywek:
  - Euroligi (2000/2001 – TOP 16)
  - Pucharu Koracia (1994/1995, 1996/1997 – TOP 16, 2001/2002, 2005/2006 – TOP 16)
- Awans do II ligi włoskiej Serie A2 (1999, 2008, 2014, 2016, 2018)
- Zwycięzca turnieju d'Italia Dilettanti (2008 – III ligi włoskiej)

### Indywidualne
- Order Zasługi Republiki Włoskiej (27 września 2004)[4]

### Reprezentacja
Seniorów
- Wicemistrz olimpijski (2004)[5][6][7]
- Uczestnik kwalifikacji do Eurobasketu (2003)[8]

Młodzieżowe
- Uczestnik mistrzostw świata U–19 (1995 – 13. miejsce)[9]